# 익스클레임!
익스클레임!(영어: Exclaim!)은 캐나다의 음악 및 엔터테인먼트 출판사이다. 캐나다와 신흥 아티스트를 중심으로 모든 장르에 관한 음악을 심층적으로 보도하는 특징을 가지고 있다. 월간 익스클레임! 잡지 1년에 일곱 호가 발간되며, 캐나다 전역의 2,600여 곳에 10만여 부가 넘게 배급된다. 월평균 36만 명이 넘는 독자를 보유하고 있으며, 웹사이트에는 한 달에 67만 명이 넘는 사람들이 방문한다.

## 소셜 미디어
익스클레임!은 매일 페이스북과 트위터, 인스타그램에 게시글을 올린다. 또한 뉴스나 리뷰, 인터뷰 등 을 업로드한다.
유튜브 채널인 Exclaim! TV는 뮤지션과의 인터뷰나 라이브 공연 등이 업로드되어 있다.

## 커버
- D.O.A. (1995)
- 론 섹스미스 (1997)
- 나드와르/에바포레이터스 (1998)
- 스테레오랩 (1999)
- 네코 케이스 (2000)
- 위커댄스 (2000)
- 매시브 어택 (2003)
- 메트릭 (2003)

- 컨버지 (2004)
- 아케이드 파이어 (2004)
- 카리부 (2005)
- 울프 퍼레이드 (2005)
- 브로큰 소셜 신 (2006)
- 예 예 예스 (2006)
- 아웃캐스트 (2006)
- 화이트 스트라이프스 (2007)
- 도쿄 폴리스 클럽 (2008)
- 테건 앤드 세라 (2009)
- 오드 퓨처 (2011)
- 위켄드 (2011)
- 그라임스 (2012)
- 테임 임팔라 (2012)
- 켄드릭 라마 (2012)
- 다프트 펑크 (2013)
- 맥 더마코 (2014)
- 세인트 빈센트 (2014)
- 드레이크 (2016)
- 찬스 더 래퍼 (2016)
- 대니얼 시저 (2017)
- 파더 존 미스티 (2017)
- 파이스트 (2017)
- 미츠키 (2018)
- 빌리 아일리시 (2019)
- 리조 (2019)
- 칼리 레이 젭슨 (2019)
- 제시 레예스 (2020)

## 공식 웹사이트
- 익스클레임!  - 공식 웹사이트